# Comté de Yolo
Pour les articles homonymes, voir Yolo.
Le comté de Yolo est un comté de l'État de Californie aux États-Unis. Au recensement de 2020, il comptait 216 403 habitants. Son siège est Woodland.
L'un des onze comtés originaux de l'État, le comté de Yolo est un lieu important de la production de tomates en Californie ; il concentre à lui seul 11 % de la surface récoltée aux États-Unis en 2022,.

## Histoire
Le comté de Yolo fut l'un des onze comtés fondateurs de l'État, créé en 1850.
En 1850, le nom exact était « Yola ». Yolo est un nom amérindien étant soit une déformation du mot tribal Yo-loy signifiant « un endroit abondant en joncs », soit est issu du nom du chef Yodo. Il pourrait également provenir du nom du village de Yodoi.

## Gouvernement
Le comté est supervisé par un conseil de cinq superviseurs, élu au niveau d'un district.
Quatre municipalités incorporées possèdent en outre un gouvernement indépendant du comté : Davis, West Sacramento, Winters, et Woodland.

## Géographie
D'après l'U.S. Census Bureau, le comté a une surface totale de 2649 km². Dont 2624 km² sont des terres et 25 km² de l'eau.

### Municipalités
- Davis
- West Sacramento
- Winters
- Woodland

### Localités non-incorporées
Il y a d'autres communautés non-listées ci-dessous.
| - Broderick - Brooks - Bryte - Capay | - Clarksburg - Conway Ranch - Dunnigan - El Macero | - Esparto - Guinda - Knights Landing - Madison | - Plainfield - Rumsey - Yolo - Zamora |

### Comtés adjacents
| Comté de Lake | Comté de Colusa | Comté de Sutter     |
| Comté de Napa | Comté de Yolo   | Comté de Sacramento |
|               | Comté de Solano |                     |

## Démographie
D'après un recensement de 2000, il y a 168 660 personnes dans le comté de Yolo, dont 59 375 ménages, et 37 465 familles résident dans la ville.
| Communauté                                    | Pourcentage de la population |
| --------------------------------------------- | ---------------------------- |
| Blancs                                        | 67,67 %                      |
| Afro-américains                               | 2,03 %                       |
| Asiatiques                                    | 9,85 %                       |
| Amérindiens                                   | 1,16 %                       |
| insulaires du Pacifique                       | 0,30 %                       |
| autres communautés                            | 13,76 %                      |
| personnes appartenant à plus d'une communauté | 5,23 %                       |
| Hispaniques                                   | 25,91 %                      |

Près de 68,5 % parlent anglais, 19,5 % espagnol, 2,1 % chinois ou mandarin et 1,8 % russe comme langage maternelle.
Sur les 59 375 ménages, 33,60 % ont un enfant de moins de 18 ans, 47,60 % sont des couples mariés, 11,10 % n'ont pas de maris présents, et 36,90 % ne sont pas des familles. 23,30 % de ces ménages sont constitués d'une personne dont 7,30 % d'une personne de 65 ans ou plus.
| Tranches d'âge  | Pourcentage de la population |
| --------------- | ---------------------------- |
| moins de 18 ans | 25,2 %                       |
| de 18 à 24 ans  | 18,3 %                       |
| de 25 à 44 ans  | 28,2 %                       |
| de 45 à 64 ans  | 18,9 %                       |
| 65 ans ou plus  | 9,4 %                        |

L'âge moyen de la population est de 30 ans. Pour 100 femmes il y  95,6 hommes. Pour 100 femmes de 18 ou plus, il y a 92,2 hommes.
Le revenu moyen d'un ménage est de 40 769 $, et celui d'une famille de 51 623 $. Les hommes ont un revenu moyen de 38 022 $ contre 30 687 $ pour les femmes. Le revenu moyen par tête est de 19 365 $. Près de 9,5 % des familles et 18,4 % de la population vit en dessous du seuil de pauvreté, dont 16,0 % de ceux en dessous de 18 ans et 7,4 % de ceux de 65 ans et plus.
| 1850  | 1860  | 1870  | 1880   | 1890   | 1900   |
| ----- | ----- | ----- | ------ | ------ | ------ |
| 1 086 | 4 716 | 9 899 | 11 772 | 12 684 | 13 618 |

| 1910   | 1920   | 1930   | 1940   | 1950   | 1960   |
| ------ | ------ | ------ | ------ | ------ | ------ |
| 13 926 | 17 105 | 23 644 | 27 243 | 40 640 | 65 727 |

| 1970   | 1980    | 1990    | 2000    | 2010    | 2020    |
| ------ | ------- | ------- | ------- | ------- | ------- |
| 91 788 | 113 374 | 141 092 | 168 660 | 200 849 | 216 403 |

## Infrastructure de transport

### Axes majeures
- Interstate 5
- Interstate 80
- Interstate 505
- California State Route 16
- California State Route 45
- California State Route 113
- California State Route 128

### Transports publics
- Yolobus circule dans le comté de Yolo et dans Sacramento.
- La ville de Davis et l'université de Californie à Davis opère conjointement l'Unitrans, qui fait la navette entre le campus et les villes du comté.
- Fairfield-Suisun Transit La ligne 30 s'arrête à Davis lors de son passage entre Fairfield et Sacramento.
- Amtrak a une station à Davis.

### Aéroports
- L'aéroport international de Sacramento se trouve dans le proche comté de Sacramento.
- L'aéroport Watts Woodland et l'aéroport du Yolo County (en) sont deux aéroports d'aviation générale situés dans le comté de Yolo.